# Dictyna umai
Dictyna umai là một loài nhện trong họ Dictynidae.
Loài này thuộc chi Dictyna. Dictyna umai được Benoy Krishna Tikader miêu tả năm 1966.